# Stockholms universitets studenter
Stockholms universitets studenter, namn på kårpartier vid Stockholms Universitets Studentkår.
1. Stockholms universitets studenter var ett kårparti vid Stockholms Universitets Studentkår som nådde stora framgångar i några kårval under 1960-talet. Flera gånger hade det möjlighet att tillsätta posten som kårordförande. 
Partiet bildades inför det första kårfullmäktigevalet 1964 och kallades även för "SUS-gruppen". Det förde en kårfacklig politik utan ideologisk agenda, även om många av dess företrädare var borgerligt sinnade. Efter valmotgångar och interna motsättningar föll partiet samman i mitten av 1970-talet, men en falang bildade partiet Oberoende studenter som kom att leva kvar i ytterligare ungefär ett kvartssekel.
2. Inför kårvalet 2005 bildades ett nytt parti med namnet Stockholms universitets studenter. Partiet fick 126 röster (4,9 % av de avgivna rösterna) och 2 mandat.